# Lobosceliana gilgilensis
Lobosceliana gilgilensis is een rechtvleugelig insect uit de familie Pamphagidae. De wetenschappelijke naam van deze soort is voor het eerst geldig gepubliceerd in 1915 door Bolívar.